# マミズクラゲ
マミズクラゲ（真水水母、Craspedacusta sowerbyi）はヒドロ虫綱淡水クラゲ目のクラゲの一種。
世界各地の温帯熱帯域の淡水産で、原産は中国大陸の長江周辺と考えられる。13世紀以降の文献には桃花魚や桃花扇の名で現れる（現代中国語では「桃花水母」と呼ばれる）。「桃花」はモモの花が咲く頃にクラゲが出現する事に由来する。
西洋にて知られたのは1880年に英国ロンドンのリージェントパーク内の王立植物協会植物園のスイレンの水槽に現れたことから。学名はレイ・ランケスターが発見者サワービーの名をとったもの。

## 外見的特徴
クラゲはヒドロクラゲであり、真性クラゲ類と異なり傘の下部に被膜を持つ。環状水管の周辺から触手が延びる。
最大成長時の直径は2.0 - 2.5 cm。平らな性腺を除き体色は緑・白みがかった半透明。触手には何百もの刺胞を持つ。

## 生息域
貯水池、湖、砂利坑または採石場といった穏やかな淡水域にて見られる。また、アレガニー川、オハイオ川、テネシー川などの河川域にも見つかる。止水域を好み、通常は河川や急流などの流水域には現れない。年中干上がる事のない淡水で弱アルカリ性の硬水を好むが、塩素には弱い。
高温から気温が下がり始めるとクラゲの形成が進むので、夏の終わりから秋にかけて発生する例が多い。
出現する場合は大発生になることがよくあり、人目を引くことから地方新聞などをにぎわすこともしばしばである。ただしその次の年からはさっぱり出現しない例も多い。
日本にも生息しているほか、水族館などでは3カ所（山梨県立富士湧水の里水族館、滋賀県立琵琶湖博物館など）で飼育されている。

## 生活史

### ポリプ
有性生殖によって受精卵がプラヌラと呼ばれる繊毛幼生となり、ポリプへと成長して水底の枯れ葉や切り株、小石などに付着してコロニーを作る。
一種類の貫通刺胞のみを持ち、水棲貧毛類（イトミミズ類）、棒腸類（プラナリアなど）、若齢のユスリカ幼虫を捕食する（橋本1987）。飼育下においては自分と同サイズのブラインシュリンプが餌になる。
通常は出芽によってコロニーの個体数を増やしていくがフラスチュール（frustule）という全長0.5 - 1.0 mmの蠕虫状の幼生を作り出し、時速約1 mmで離れた場所へ数日間かけて移動し新たなコロニーを増やす。
雌雄異体で、一つのコロニーから別れた個体は同じ遺伝子を持つため全て同じ性別となる。
自然の状態で同じ場所からマミズクラゲが雄と雌両方とも見つかる事はほぼなく、これらは無性生殖によって増えたものと考えられる。

### 被嚢体
マミズクラゲは寒い冬の間は被嚢体（podocyst）という形になり越冬する。そして再び生活に適した環境となるとポリプの姿に戻る。これが動物や水生植物について行くことで、この種の突発的な発生を引き起こし、人類の営みの全地球化に伴って現在の世界的な分布を生んでいると考えられる。

### クラゲ
真性クラゲ類とは違いストロビラの段階を経ずに、ポリプの脇よりクラゲが出芽する。稚クラゲは2週間から1ヶ月で成熟して、その後1週間程すると放精・産卵し、死亡してしまう。
クラゲはミジンコやケンミジンコを含む動物性プランクトンを触手の刺胞で麻痺させて捕食する。刺胞毒は弱く、人が刺されても感じない程である。